# Borówka bagienna
Borówka bagienna, pijanica (Vaccinium uliginosum), zwyczajowo nazywana także łochynią lub włochiną  – gatunek krzewinki z rodziny wrzosowatych (Ericaceae). Jest szeroko rozprzestrzeniony w Azji, Europie i Ameryce Północnej na obszarach o klimacie arktycznym i umiarkowanym.

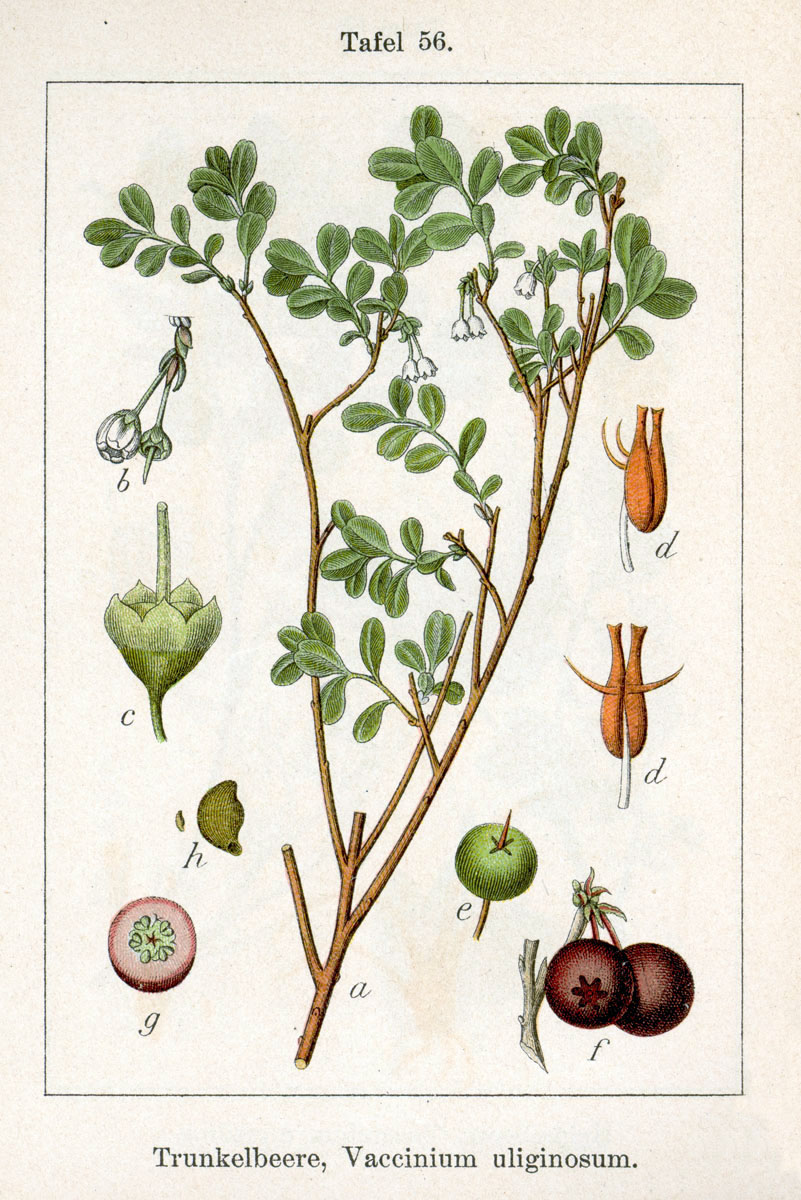
Morfologia

## Morfologia
PokrójKrzewinka o wysokości 15–80 (100) cm o brązowawych, obłych i owłosionych gałązkach.
KwiatyDzwonkowate, białe lub różowawe, zebrane po kilka w grona na końcach gałązek.
OwoceJagoda z jasnym miąższem.

## Biologia i ekologia
Krzewinka, chamefit. Kwitnie w maju–czerwcu. Występuje na torfowiskach i bagnach. Owoce jadalne, niezbyt smaczne, często mylnie sądzi się, że powodują odurzenie. W rzeczywistości powoduje to pyłek kwiatowy bagna zwyczajnego (Ledum palustre), które rośnie zazwyczaj obok tej borówki. Jagody borówki bagiennej zawierają witaminy oraz kwasy organiczne. Liczba chromosomów 2n = 48. Jest rośliną żywicielską chronionego motyla modraszka bagniczka.